# ハイパーマーケット

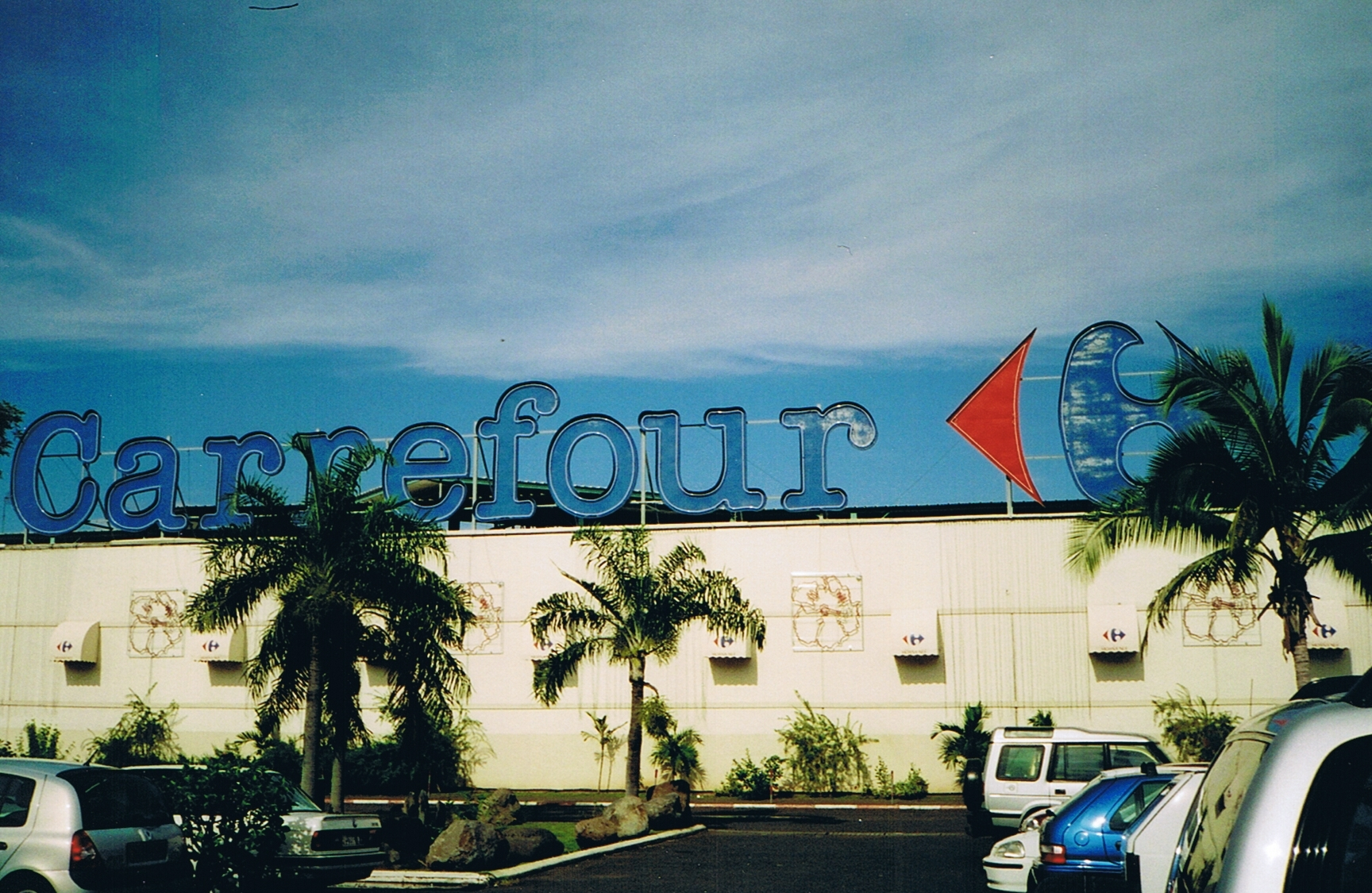
ハイパーマーケット最大手のカルフールの外観

ハイパーマーケット（Hypermarket）とは、衣食住全てを扱う郊外立地の倉庫型・集中レジ方式の総合スーパーの1つの形態であり、フランスのカルフールの主力業態となるなど主にヨーロッパで広く見られる小売業態で、米国ではスーパーセンターの名称で呼ばれている。
フランスでは、ハイパーマーケットは売り場面積2,500m2以上、スーパーマーケットは 400〜2,500m2、そして400m2未満をミニマーケットとしており、広い売場面積を持つ店舗形態とされている。

## 概要

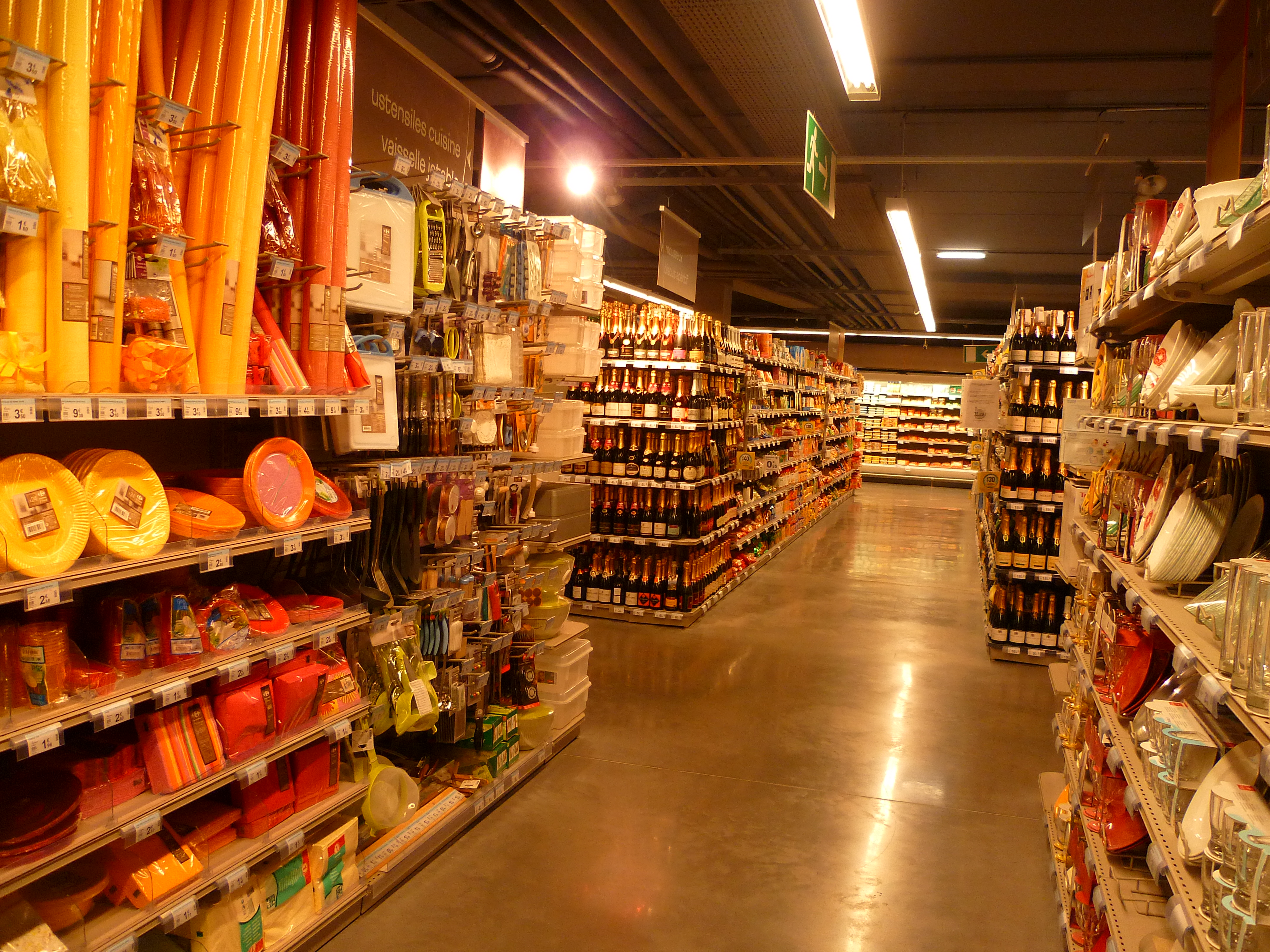
ハイパーマーケットの店内

世界に先駆け、フランスのカルフールがハイパーマーケット形態の店舗を出店したことで知られる。
ハイパーマーケットでは総合食品・日用品を中心に据え、その他に衣料、DIY用品、書籍、玩具などを含めた多岐にわたる商品を倉庫をそのまま店舗として使用しているような大きなスペースに陳列する。顧客は購入希望の商品を用意されているショッピングカートに乗せて集め、出口ゲートを兼ねたレジにおいて決済手続きをする。専門の売り場ごとに決済をするゼネラルマーチャンダイズストアとはこの点が大きく異なる部分である。
そうしたセルフサービスの導入の一方で、精肉などの生鮮食料品については店内に売場から見える加工場を設けてビジュアル的なインパクトや新鮮さを演出する工夫が当初から為されている。
この業態は典型的な郊外型の店舗であり、屋上または周囲に大規模な駐車場を設けてあり、まとめ買いをする顧客をターゲットにしている。建物の外装には余りコストをかけず天井がむき出し（配管などが見える状態）であることが多く、ショッピングカートで移動しやすいことに着眼点のある売り場設計がなされていて、1階から多くても3階建ての建物で各フロアの面積が広い。加えてエスカレータはショッピングカートをそのまま乗せることができる斜度が低くステップが段差にならないものが使用される。
衣料品でプライベートブランドやノーブランド品が多くするなどほとんどの商品で大量仕入れを活用してコストダウンを図っているほか、店舗外装にコストをかけないようにしているため、スーパーマーケットなど他の形態の店舗の販売価格よりは商品が15 - 20%安く売られている場合が多い、まとめ買いをする顧客をターゲットにしている。
カルフールはアメリカ・日本進出も図ったが撤退した。特に日本に関しては冷蔵庫代わりに利用できるほど食品スーパーが発達し、狭い商圏で成立しているという事情から、まとめ買いを狙った商圏の大きな業態であるハイパーマーケットという業態は競争力に欠け、成功し難いとされる。事実、カルフールのほか過去にダイエーも「ハイパーマート」の名で展開していたが、やはり経営不振となり、撤退している。
衣料品や家電製品などの非食品分野についても、日本では家電量販店やホームセンター、しまむら・ユニクロのような専門チェーン店（いわゆるカテゴリーキラー）に比べ、品揃えや品質・サービス面などで劣るため成立し難い業態という意見がある。